# Vi Thủ An
Vi Thủ An (Chữ Nho: 韋守安; ? – ?) là một thủ lĩnh địa phương từng phục vụ cho nhà Lý trong lịch sử Việt Nam và nhà Tống trong lịch sử Trung Quốc.

## Cuộc đời
Vi Thủ An là châu mục châu Tô Mậu của nhà Lý, Từ điển tiếng Việt cho là người Tày, đời đời quy thuận. Châu Tô Mậu nằm ở vùng biên giới giữa nhà Lý và nhà Tống, tù trưởng châu này thường tổ chức tấn công sang đất Tống để cướp bóc. Họ Vi là họ lớn trong vùng, ngoài Tô Mậu còn nắm giữ các châu Tư Lăng, Lộc, Tây Bình bên nhà Tống. Năm 1050, bọn thủ lĩnh Vi Thiệu Tự, Vi Thiệu Khâm đem người trong châu trốn sang đất Tống, Lý Nhân Tông cho người sang trao đổi, phía Tống liền giao trả toàn bộ.
Năm 1075, Thái úy Lý Thường Kiệt nhận thấy nguy cơ quân Tống xâm lược, bèn tổ chức một cuộc tấn công vào các căn cứ hậu cần của quân Tống ở ba châu Ung, Khâm, Liêm. Các thủ lĩnh vùng biên như Tông Đản, Thân Cảnh Phúc, Lưu Kỷ, Vi Thủ An, Hoàng Kim Mãn,... được phân công các nhiệm vụ khác nhau. Trong đó, Vi Thủ An dẫn quân châu Tô Mậu đánh chiếm trại Cổ Vạn, mở rộng chiến quả ra xung quanh, góp phần vào thắng lợi chung của nhà Lý.
Sau trận chiến đó, nhà Tống vẫn không từ bỏ kế hoạch đánh Việt. Tống Thần Tông quyết định dùng phẩm hàm để chiêu dụ các tướng giữ biên thùy của nhà Lý, trong đó Vi Thủ An nhận hàm Cung bị khố Phó sứ.
Năm 1077, quân Tống do Quách Quỳ và Triệu Tiết chỉ huy vượt qua biên giới, Thân Cảnh Phúc, Lưu Kỷ chống trả không được, phải rút vào rừng. Vi Thủ An vốn được Lý Thường Kiệt giao nhiệm vụ giữ con đường từ châu Tư Lăng đến Lạng Châu, nhưng do đã bị các quan Tống là Tri Khâm châu Lưu Sơ và Trại chủ Vĩnh Bình Dương Nguyên Khanh dụ dỗ từ trước, nên nhanh chóng đầu hàng.
Quân Tống sau đó thua trận ở sông Như Nguyệt, buộc phải rút quân về. Nhà Tống chiếm đóng bốn châu Quảng Nguyên, Tô Mậu, Môn và huyện Quang Lang. Năm 1078, Lý Thường Kiệt cho quân thu phục Quang Lang, hai châu Tô Mậu và Môn cũng trở về nhà Lý. Không rõ kết cục của Vi Thủ An.